# Sở Alaska
Sở Alaska (tiếng Anh: Department of Alaska) là sự chỉ định về chính phủ Alaska từ khi được Hoa Kỳ mua vào năm 1867 cho đến khi được tổ chức thành Quận Alaska vào năm 1884. Trong thời kỳ bộ phận, Alaska thuộc quyền quản lý của Lục quân Hoa Kỳ (cho đến năm 1877), Bộ Ngân khố Hoa Kỳ (từ 1877 đến 1879) và Hải quân Hoa Kỳ (từ 1879 đến 1884). Khu vực này sau đó trở thành Quận Alaska, sau đó là Lãnh thổ Alaska, sau đó là Bang Alaska.